# 노터데임
노터데임(영어: Notre Dame)은 미국 인디애나주에 위치한 인구 조사 지정 구역이다.